# Jesper Brugge
Jesper Brugge (* 2. August 1975) ist ein ehemaliger schwedischer Freestyle-Skier und alpiner Skirennläufer. Er war besonders im Skicross erfolgreich und gewann in der Saison 2003/04 die entsprechende Weltcup-Disziplinenwertung.

## Biografie
Brugge nahm zu Beginn seiner Sportkarriere an FIS-Rennen und im Europacup teil, wobei er sich zunehmend auf die Disziplinen Slalom und Riesenslalom spezialisierte. Am 15. Januar 1995 hatte er sein Debüt im Weltcup, wobei er sich im Slalom von Kitzbühel nicht für den zweiten Durchgang qualifizieren konnte. Im Dezember 1995 gewann er zwei Europacup-Slaloms in Obereggen und Madonna di Campiglio. Die ersten Weltcuppunkte holte er am 19. Dezember 1995 mit Platz 19 im Slalom von Madonna di Campiglio. In der Folge konnte sich Brugge nicht mehr weiter verbessern. Nur noch einmal gelang ihm ein Top-30-Ergebnis in einem Weltcuprennen, am 18. Januar 1998 im Slalom von Veysonnaz (Platz 24).
Sein letztes alpines Skirennen bestritt Brugge im April 2001, woraufhin er zum Skicross wechselte. Am 30. November 2002 nahm er in Tignes am ersten Skicross-Weltcuprennen der Geschichte teil und klassierte sich auf Platz 9. Das beste Ergebnis in der Premierensaison war ein 4. Platz. Im Winter 2003/04 erzielte Brugge zunächst vier Podestplätze, ehe er am 12. März 2004 in Sauze d’Oulx sein einziges Weltcuprennen gewinnen konnte. Aufgrund der Beständigkeit im Verlaufe der Saison entschied er die Skicross-Disziplinenwertung für sich.
Nach einem verhaltenen Saisonstart konnte Brugge zum Ende der Saison 2004/05 einen weiteren Podestplatz erzielen. Bei den abschließenden Weltmeisterschaften 2005 in Ruka gewann er hinter dem Tschechen Tomáš Kraus die Silbermedaille. In der Saison 2005/06 platzierte er sich viermal unter den besten zehn, für einen Podestplatz reichte es jedoch nicht. Danach trat er vom Spitzensport zurück.

## Erfolge (Alpin)
Weltcup
- 2 Platzierungen unter den besten 30

Europacup
- Saison 1995/96: 6. Slalomwertung
- Saison 1996/97: 7. Riesenslalomwertung
- 3 Podestplätze, davon 2 Siege

Juniorenweltmeisterschaften
- Monte Campione 1993: 14. Slalom, 46. Abfahrt, 84. Super-G

Weitere Erfolge
- 1 Podestplatz im Nor-Am Cup
- 12 Siege in FIS-Rennen (Daten erst ab der Saison 1994/95 verfügbar)
- 3 Podestplätze bei schwedischen Meisterschaften

## Erfolge (Freestyle)
Weltmeisterschaften
- Ruka 2005: 2. Skicross

Weltcup
- Saison 2002/03: 7. Skicross-Weltcup
- Saison 2003/04: 1. Skicross-Weltcup, 6. Gesamtweltcup
- Saison 2005/06: 5. Skicross-Weltcup
- 6 Podestplätze, davon 1 Sieg:

| Datum         | Ort          | Land    |
| ------------- | ------------ | ------- |
| 12. März 2004 | Sauze d’Oulx | Italien |